# Борисова (Пермский край)
Борисова — деревня в Кудымкарском районе Пермского края. Входила в состав Степановского сельского поселения. Располагается юго-западнее от города Кудымкара. Расстояние до районного центра составляет 10 км. По данным Всероссийской переписи населения 2010 года, в деревне проживал 51 человек (21 мужчина и 30 женщин).

## История
По данным на 1 июля 1963 года, в деревне проживало 85 человек. Населённый пункт входил в состав Пешнигортского сельсовета.